# Agència dels Estats de Rajputana Oriental
L'Agència dels Estats de Rajputana Oriental fou una de les vuits entitats polítiques britàniques de Rajputana pel control dels estats natius formada per tres estats:
- Bharatpur
- Dholpur
- Karauli

El quarter general de l'agent polític era a Bharatpur (ciutat). La població era d'1.043.867 el 1881, d'1.076.780 el 1891, i d'1.054.424 el 1901 (descens a causa de les fams de 1896-1897 i 1899-1900). La superfície era de 4.379 km². El 86% de la població era hindú. Hi havia 2.271 pobles i 11 ciutats, sent les principals Bharatpur (43.601 habitants el 1901), Karauli (23.482), Dholpur (19.310) i Dig (15.409).